# James Stephens

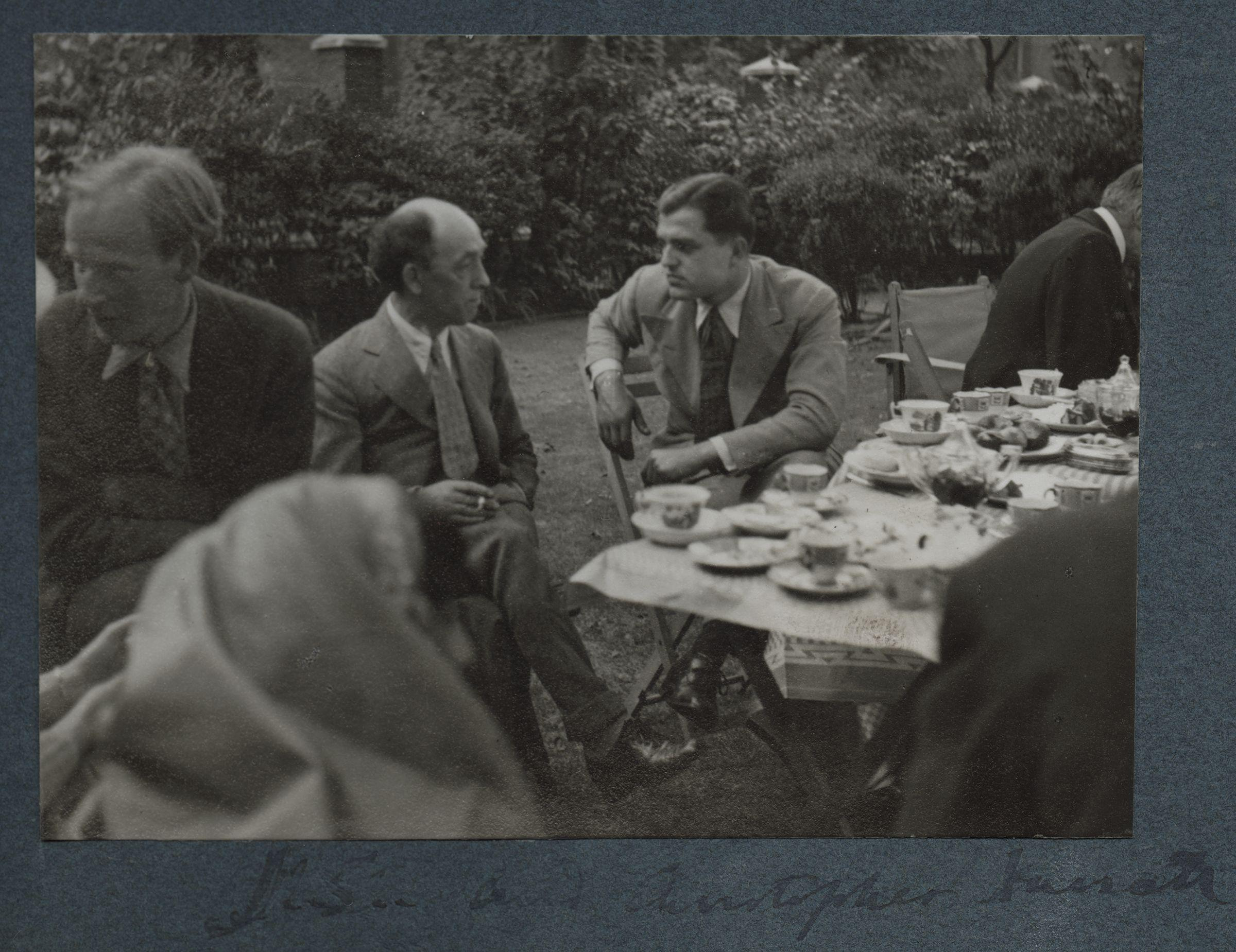
Stephen Potter, James Stephens, Christopher Hassall, foto di Lady Ottoline Morrell

James Stephens (Dublino, 9 febbraio 1880 – Londra, 26 dicembre 1950) è stato uno scrittore, giornalista, poeta e attore irlandese.

## Biografia
Cresciuto in un quartiere povero di Dublino, non è andato a scuola e ha imparato a leggere e scrivere come autodidatta. Quando la madre trovò un lavoro presso una ricca famiglia, il ragazzo venne adottato e poté diplomarsi studiando con i fratellastri Tom e Dick (il terzo era lui, detto Tim, anzi Tiny Tim, poiché magro e piccolo di statura, sebbene veloce in atletica). Si interessò subito ai miti e alle favole irlandesi.
Prima della prima guerra mondiale lavorava in un ufficio e intanto scriveva. Grazie all'amicizia con George William Russell pubblicò il suo primo libro di poesie Insurrections, nel 1909. Nel 1912 pubblicò il romanzo La pentola d'oro (Crock of Gold), rimasta finora la sua opera più letta e nota. Appassionato di gaelico, divenne anche giornalista indipendentista e lavorò dal 1920 alla Galleria Nazionale d'Irlanda. Sostenne Sinn Féin e raccolse un'antologia di Fiabe irlandesi (1920). Intanto il 14 maggio 1919 sposò Cynthia, allora vedova, con la quale crebbe un figlio, James Naoise (morto accidentalmente nel 1937).
Dal 1925 visse tra Londra e Parigi e fino al 1935 viaggiò regolarmente per gli Stati Uniti. Dal 1927 divenne amico di James Joyce, il quale sostenne due anni dopo che se non fosse riuscito a terminare Finnegans Wake, solo James Stephens avrebbe potuto continuarlo.
Nel 1932 è stato tra i fondatori dell'Accademia irlandese di lettere (Irish Academy of Letters). Nel 1938 pubblicà i versi della raccolta Kings and the Moon. Da allora e fino alla morte, nel 1950, lavorò per la BBC.
Fu anche collaboratore della rivista "lrish Review" e da giovane recitò a teatro in opere di Seumas O'Kelly e Pádraic Ó Conaire. Altri suoi romanzi sono The Charwoman's Daughter (1911) e The Demi-Gods (1914); tra le raccolte di racconti: Here Ares Ladies (1913), Etched in the Moonlight (1928); tra le poesie anche Deirdre (1923), riscrittura teatrale in versi di una celebre leggenda celtica. Sue poesie sono incluse nei volumi dell'antologia Poesia georgiana.
Nel 1947 ebbe una laurea honoris causa dal Trinity College.

## Opere in italiano
- L'orcio d'oro, trad. di Tullio Brondi, Milano: Delta, 1929
- La pentola dell'oro, trad. Adriana Motti, Milano: Adelphi ("Biblioteca Adelphi" 28), 1969 ISBN 88-459-0062-2
- I semidei, trad. Anna Ravano, Milano: Adelphi ("Biblioteca Adelphi" 157), 1985 ISBN 88-459-0611-6
- Fiabe irlandesi, a cura di Melita Cataldi, Milano: Rizzoli ("BUR" L 617), 1987 ISBN 88-17-16617-0
- Inciso in un raggio di luna, a cura di Ottavio Fatica, Roma-Napoli: Theoria, 1991 ISBN 88-241-0242-5
- La figlia della donna a ore, Torino: Bollati Boringhieri, 1993 ISBN 88-339-0730-9
- L'insurrezione di Dublino, trad. di Enrico Terrinoni, a cura di Riccardo Michelucci, Milano-Firenze-Napoli: Menthalia, 2015 ISBN 978-88-977-7404-4